# 土井康作
土井 康作（どい こうさく、1953年（昭和28年）- ）は、教育学者である。鳥取大学地域学部教授を務めた後、鳥取大学名誉教授となる。この他、日本産業教育学会・元理事、ものづくり文化振興協会理事長も務める。岡山県高梁市出身。

## 経歴

### 生い立ち
1953年（昭和28年）岡山県高梁市に生まれる。幼少期は活発であり、よく田圃でチャンバラなどをしていた。また、刃物で遊び道具やおもちゃ等もつくるなど手先が器用であった。この幼少期の田舎での体験が後に半世紀以上長くものづくりに携わる礎となった。その後、地元の岡山県立高梁高等学校へ進学し、1971年（昭和46年）に同校を卒業し、同年福岡教育大学教育学部に入学した。1975年に同大学卒業を経て、東京学芸大学大学院へ進学。1979年、同大学博士号を取得し卒業した。

### 教員として
その後、1979年から1993年の14年間、中学校の教諭（東京都町田市立成瀬台中学校、和光学園和光中学校）を務めた。土井が40歳の時に再度、東京学芸大学大学院教育学研究科へ入学。心理学を修得し、1995年（平成7年）に卒業、翌年から鳥取大学の助教授となる。これが、土井の人生の転換点となる。1999年（平成11年）、鳥取大学に新しくできた鳥取大学教育地域科学部の助教授に任命されると、2005年（平成17年）には同学部の教授となった。

### ものづくりでの教育
教授となった土井は、教育現場において教育実践を重視するようになった。幼少期の遊びや学び、体験が後の人生に及ぼす影響が多く、初期は鳥取の小学生を対象にした、造形遊びを計画した。ものづくりや積木などの造形は、日常にモノが存在しているために働いている重力に抵抗して、「積む、築くという原始的な造形行為から生まれる形を味わう」ことを造形的な目的としたと同時に、製作中に生じるグループ間の問題解決に向けた話し合いなど、コミュニケーション力のトレーニングとしての場としても機能した。
土井はこれらの実践的なものづくりを通して身につけられる能力を"校築力"と名付けた。鳥取大学での取組みにとどまらず、2010年からは東京学芸大学教育学部の初等教育教員養成課程でも、ものづくり教育選修が始まった。また、2020年（令和2年）まで鳥取大学地域学部の教授を務め、鳥取大学名誉教授となった。

## 教育研究成果
土井は諸外国と日本における教育現場でのものづくりを比較、研究している。特に、英国の技術教育の学校教育制度や日英の児童生徒のものづくり意識の国際比較調査を行い、英国は小・中・高一貫して技術教育が施され、児童生徒のものづくりの有能感は極めて高いもであった。一方、日本では、普通教育としての技術教育が学べるのは、唯一中学校の技術科のみで、3年間の時間数は合計 87.5 時間であり少ないことが判明した。日本国民が技術的素養をつけるには余りにも少ないと言わざるを得ないと土井は言及している。
先の実態を踏まえ、子どもたちがものづくりを地域で日常的にできる環境をつくりたいと土井は考え、手始めに鳥取県で「因幡の手づくりまつり」 事業（24 年間）と「ものづくり指導者養成講座」事業（14 年間）を実施した。また、ものづくり指導者養成講座は、2008年科学技術振興機構に申請し事業採択されており、3年間、年間1400万円の助成を受けている。加えて、鳥取県東部・中部・西部に、ものづくり道場を開設した。2011年からは、鳥取大学と自治体が出資を行い、およそ総額1億円をかけ、子供達が使う道具や工具を整備した。講座は、基礎講座（子どもの発達や安全な道具の操作方法等）、選択講座（ものづくりの実技）、実地演習があった。コロナ前の 2020年には、毎年 10,000 人を超える子どもたちを教えるなど、土井は精力的に活動していた。